# Conostylis laxiflora
Conostylis laxiflora är en enhjärtbladig växtart som beskrevs av George Bentham. Conostylis laxiflora ingår i släktet Conostylis och familjen Haemodoraceae. Inga underarter finns listade.